# Merciless (Merciless)
Merciless è il quarto album del gruppo musicale death metal svedese Merciless, pubblicato nel 2003, dopo la loro reunion, dalla Black Lodge Records.

## Tracce
1. Cleansed by Fire – 3:13
2. Violent Obsession – 4:41
3. Cold Eyes of Grey – 3:08
4. Human Waste – 3:13
5. Burn All The Way – 2:31
6. Unearthly Salvation – 3:56
7. Painless End – 2:16
8. Mind Possession – 4:40
9. Fallen Angels Universe – 3:11
10. In Your Blood – 6:51